# Asiagomphus motuoensis
Asiagomphus motuoensis är en trollsländeart som beskrevs av Liu och Chao 1990. Asiagomphus motuoensis ingår i släktet Asiagomphus och familjen flodtrollsländor. Inga underarter finns listade i Catalogue of Life.